# Bouresse
Bouresse ist ein westfranzösischer Ort und eine Gemeinde mit 623 Einwohnern (Stand: 1. Januar 2022) im Département Vienne in der Region Nouvelle-Aquitaine. Die Gemeinde gehört zum Arrondissement Montmorillon und zum Kanton Lussac-les-Châteaux. Die Einwohner werden Bouressois genannt.

## Lage
Bouresse liegt etwa 31 Kilometer südöstlich von Poitiers am Oberlauf des Flusses Dive. Umgeben wird Bouresse von den Nachbargemeinden Verrières im Norden, Mazerolles im Nordosten, Gouex im Osten, Queaux im Osten und Südosten, Usson-du-Poitou im Süden, Saint-Secondin im Westen und Südwesten, Brion im Westen sowie Saint-Laurent-de-Jourdes im Nordwesten.

## Bevölkerungsentwicklung
| Jahr                      | 1962 | 1968 | 1975 | 1982 | 1990 | 1999 | 2006 | 2013 |
| Einwohner                 | 1038 | 954  | 793  | 714  | 651  | 628  | 604  | 563  |
| Quelle: Cassini und INSEE |      |      |      |      |      |      |      |      |

## Sehenswürdigkeiten
Siehe auch: Liste der Monuments historiques in Bouresse
- Kirche Notre-Dame aus dem 12. Jahrhundert, Monument historique seit 1925

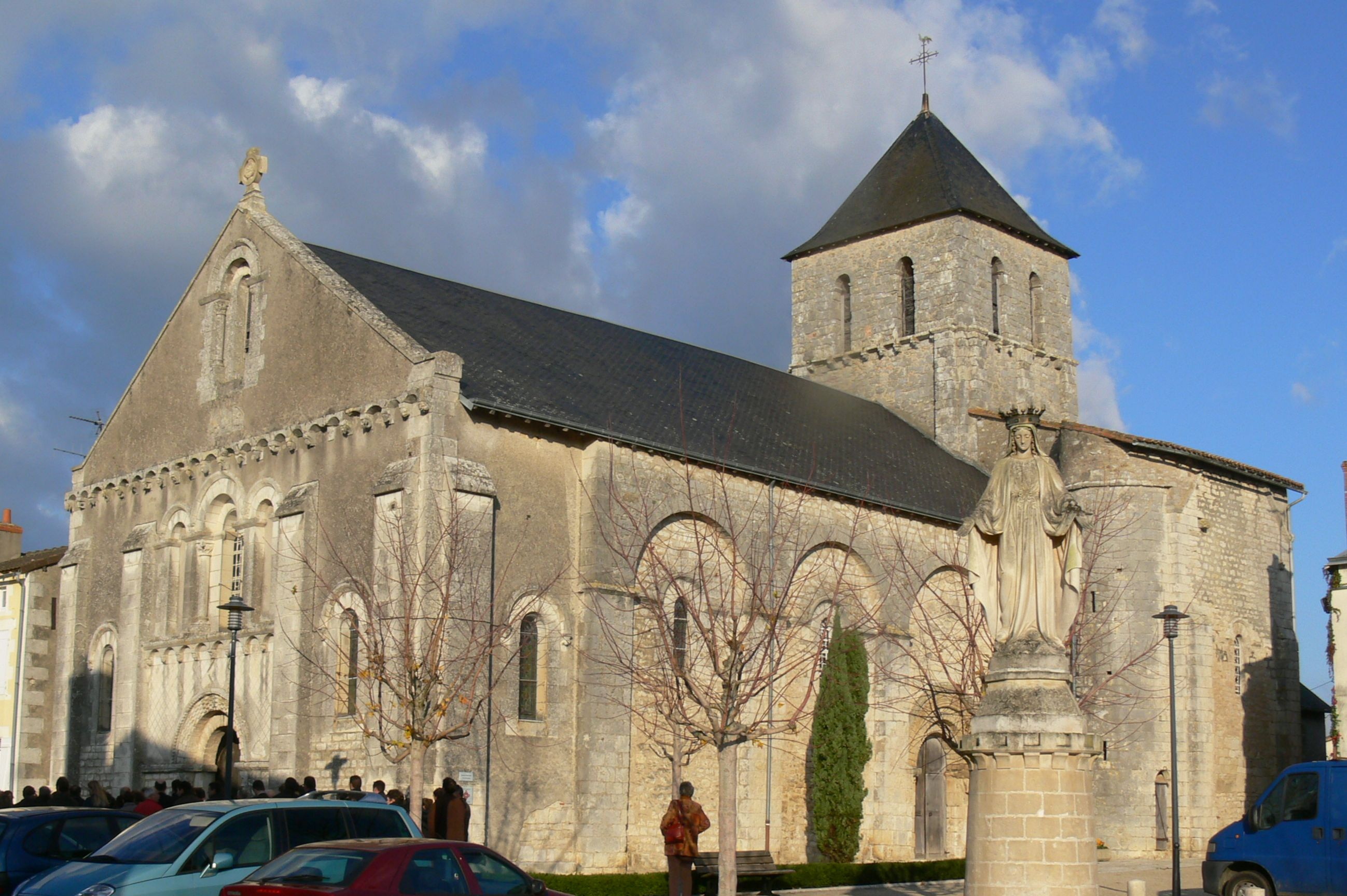
Kirche Notre-Dame

- Donjon von La Rigaudière

## Gemeindepartnerschaften
Mit der französischen Gemeinde Guerting im Département Moselle (Lothringen) besteht eine Partnerschaft.